# 31605 Браші
31605 Браші (31605 Braschi) — астероїд головного поясу, відкритий 10 квітня 1999 року.
Тіссеранів параметр щодо Юпітера — 3,354.